# 존 F. 사이츠

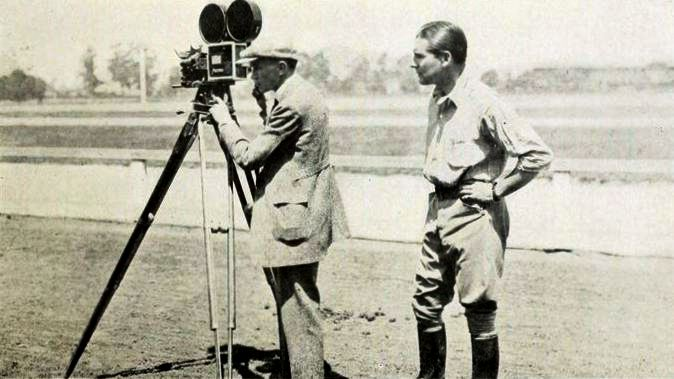

존 F. 사이츠(John F. Seitz, 본명: John Francis Seitz, 1892년 6월 23일 – 1979년 2월 27일)는 미국인 촬영가이자 발명가이다.
아카데미상 후보에 7차례 올랐다.

## 참여 작품
- 네 기수의 묵시록
- 정염의 미녀
- 꼬마 반항아
- 설리반의 여행
- 백주의 탈출
- 5개의 무덤
- 모간 크리크의 기적
- 정복 영웅의 환영
- 이중 배상
- 잃어버린 주말
- 빅 클락
- 선셋 대로 (영화)
- 세계가 충돌할 때 (1951년 영화)
- 화성에서 온 침입자 (1953년 영화)
- 딥 식스 (1958년 영화)